# Leptoconops stygius
Leptoconops stygius är en tvåvingeart som beskrevs av Frederick Askew Skuse 1889. Leptoconops stygius ingår i släktet Leptoconops och familjen svidknott. Inga underarter finns listade i Catalogue of Life.